# Coppa Italia Serie D 2015-2016
La Coppa Italia Serie D 2015-2016 è stata la diciassettesima edizione della manifestazione.

## Partecipanti
Il quadro complessivo delle squadre partecipanti corrisponde a quelle iscritte al campionato di Serie D 2015-2016.
La competizione si è svolta interamente a eliminazione diretta. Ha preso il via il 30 settembre 2015 e si è conclusa il 14 maggio 2016, con la disputa della finale.

## Regolamento
Il turno preliminare, il primo turno, i trentaduesimi, i sedicesimi, gli ottavi di finale e i quarti di finale si sono disputati con gare di sola andata. Le semifinali sono state disputate con gare di andata e ritorno e la finale in gara unica. Nel caso di parità al termine degli incontri, sia di sola andata che andata/ritorno, non sono stati disputati i tempi supplementari ma si sono tirati direttamente i calci di rigore.

## Date
Le date dei turni della Coppa Italia 2015-2016 sono state comunicate il 24 settembre 2015.
| Fase              | Turno                   | Andata            | Ritorno           |
| ----------------- | ----------------------- | ----------------- | ----------------- |
| Turni eliminatori | Turno preliminare       | 30 settembre 2015 | 30 settembre 2015 |
| Turni eliminatori | 1º turno                | 28 ottobre 2015   | 28 ottobre 2015   |
| Fase finale       | Trentaduesimi di finale | 25 novembre 2015  | 25 novembre 2015  |
| Fase finale       | Sedicesimi di finale    | 9 dicembre 2015   | 9 dicembre 2015   |
| Fase finale       | Ottavi di finale        | 17 febbraio 2016  | 17 febbraio 2016  |
| Fase finale       | Quarti di finale        | 31 marzo 2016     | 31 marzo 2016     |
| Fase finale       | Semifinali              | 6 aprile 2016     | 20 aprile 2016    |
| Fase finale       | Finale                  | 14 maggio 2016    | 14 maggio 2016    |

## Calendario

### Turni eliminatori

#### Turno preliminare
Il turno preliminare prevede la disputa di 52 gare riservato alle seguenti squadre:
- 36 società neopromosse;
- 6 società retrocesse dal Campionato di Lega Pro 2014-2015 (Forlì, Gubbio, San Marino, Aversa Normanna, Vigor Lamezia, Sef Torres);
- 16 società vincenti i play-out 2014/2015 e salve con un distacco superiore a otto punti;
- 12 società ripescate (Liventina, Luparense, Monticelli, Olympia Agnonese, Ghivizzano, Derthona, Città di Scordia, Folgore Caratese, Castiadas, Dro, Castelfidardo, Vis Pesaro);
- 5 società inserite in sovrannumero (Parma, Grosseto, Monza, Venezia, Reggio Calabria);
- 22 società classificatesi al termine della Stagione Sportiva 2014/2015, dal 13º posto al 12º del girone A; dal 13º all'11º del girone B; dal 12° al 10° dei gironi C, E, G, H, I; dal 14º al 12º del girone D; dall'11º al 10º del girone F;
- 7 società con maggiore penalizzazione Coppa Disciplina 2014/2015 Serie D escluse quelle retrocesse o già inserite ad altro titolo (Cavese, Città di Giulianova, Torrecuso, Due Torri, Chieti, Sambenedettese, Agropoli).

| Squadra 1                | Risultato       | Squadra 2                   |
| ------------------------ | --------------- | --------------------------- |
| 30 settembre 2015        |                 |                             |
| Tamai                    | 0 - 0 (2-4 dcr) | Liventina                   |
| Triestina                | 1 - 1 (3-0 dcr) | UF Monfalcone               |
| Fontanafredda            | 0 - 0 (4-3 dcr) | Calvi Noale                 |
| Giorgione                | 2 - 0           | Levico                      |
| Luparense San Paolo      | 0 - 0 (1-3 dcr) | Campodarsego                |
| Legnago                  | 0 - 4           | Dro                         |
| Venezia                  | 4 - 1           | Villafranca Veronese        |
| Virtus Castelfranco      | 2 - 0           | Mezzolara                   |
| Parma                    | 3 - 2           | Ribelle                     |
| Forlì                    | 4 - 1           | San Marino                  |
| Ravenna                  | 1 - 3           | Romagna Centro              |
| Bellaria Igea Marina     | 1 - 0           | Sammaurese                  |
| Caravaggio               | 2 - 1           | Lentigione                  |
| MapelloBonate            | 2 - 1           | Grumellese                  |
| Virtus Bergamo           | 2 - 1           | Varesina                    |
| Inveruno                 | 1 - 1 (5-3 dcr) | Bustese                     |
| Gozzano                  | 2 - 1           | Folgore Caratese            |
| Pro Sesto                | 2 - 3           | Monza                       |
| RapalloBogliasco         | 5 - 1           | Ligorna                     |
| Viareggio 2014           | 2 - 0           | Fezzanese                   |
| Vado                     | 1 - 0           | Argentina                   |
| Novese                   | 2 - 0           | Pinerolo                    |
| Castellazzo Bormida      | 1 - 4           | Derthona                    |
| Valdinievole Montecatini | 0 - 0 (2-4 dcr) | Ghivizzano                  |
| Colligiana               | 5 - 0           | Pianese                     |
| Grosseto                 | 2 - 2 (5-4 dcr) | Gavorrano                   |
| Voluntas Spoleto         | 2 - 3           | Flaminia C.C.               |
| Città di Castello        | 1 - 2           | Gubbio                      |
| Nuorese                  | 4 - 2           | Lanusei                     |
| Muravera                 | 0 - 2           | Castiadas                   |
| Astrea                   | 2 - 2 (4-3 dcr) | Torres                      |
| Aprilia                  | 4 - 1           | Trastevere                  |
| Albalonga                | 0 - 0 (2-3 dcr) | Serpentara Bellegra Olevano |
| Isola Liri               | 0 - 0 (5-6 dcr) | Isernia                     |
| Sambenedettese           | 3 - 0           | Monticelli                  |
| Recanatese               | 1 - 1 (7-6 dcr) | Castelfidardo               |
| Vis Pesaro               | 0 - 1           | Jesina                      |
| Fermana                  | 0 - 1           | Folgore Veregra             |
| Chieti                   | 0 - 0 (5-3 dcr) | Giulianova                  |
| Avezzano                 | 2 - 1           | Amiternina                  |
| Olympia Agnonese         | 1 - 1 (5-3 dcr) | Torrecuso                   |
| Turris                   | 1 - 5           | Aversa Normanna             |
| Agropoli                 | 1 - 5           | Cavese                      |
| FC Francavilla           | 6 - 2           | AZ Picerno                  |
| Vibonese                 | 2 - 0           | Vigor Lamezia               |
| Manfredonia              | 2 - 2 (4-3 dcr) | San Severo                  |
| Nardò                    | 3 - 0           | Virtus Francavilla          |
| Reggina                  | 1 - 0           | Due Torri                   |
| Roccella                 | 1 - 2           | Palmese                     |
| Noto                     | 1 - 0           | Marsala                     |
| 7 ottobre 2015           |                 |                             |
| Pomigliano               | 1 - 2           | Gragnano                    |
| Siracusa                 | 1 - 2           | Scordia                     |

#### Primo turno
Il primo turno prevede la disputa di 55 gare di sola andata riservata alle seguenti squadre:
- 52 vincenti il turno preliminare;
- 58 aventi diritto, tranne le nove società partecipanti alla TIM Cup 2015-2016 in organico alla Serie D (Sestri Levante, Lecco, Altovicentino, Delta Calcio Rovigo, Poggibonsi, Almajuventus Fano, Viterbese, Potenza, Rende).

| Squadra 1                   | Risultato       | Squadra 2            |
| --------------------------- | --------------- | -------------------- |
| 28 ottobre 2015             |                 |                      |
| Sacilese                    | 2 - 2 (3-4 dcr) | Fontanafredda        |
| Triestina                   | 2 - 5           | Venezia              |
| Montebelluna                | 0 - 3           | Belluno              |
| Union Ripa La Fenadora      | 2 - 0           | Dro                  |
| ArzignanoChiampo            | 1 - 0           | Liventina            |
| Este                        | 2 - 0           | Abano                |
| Mestre                      | 7 - 0           | Giorgione            |
| Clodiense                   | 2 - 1           | Campodarsego         |
| Ciliverghe Mazzano          | 0 - 4           | Virtus Verona        |
| Arzachena                   | 0 - 2           | Olginatese           |
| Caronnese                   | 1 - 0           | Virtus Bergamo       |
| Ciserano                    | 3 - 0           | Sondrio              |
| Monza                       | 1 - 2           | Seregno              |
| Pergolettese                | 1 - 1 (6-5 dcr) | Pontisola            |
| Inveruno                    | 2 - 2 (3-4 dcr) | OltrepoVoghera       |
| MapelloBonate               | 2 - 5           | Caravaggio           |
| Bra                         | 3 - 2           | Acqui                |
| Chieri                      | 3 - 0           | Novese               |
| Derthona                    | 1 - 2           | Vado                 |
| Gozzano                     | 3 - 2           | Borgosesia           |
| Lavagnese                   | 0 - 0 (0-3 dcr) | RapalloBogliasco     |
| Pro Settimo & Eureka        | 0 - 3           | Sporting Bellinzago  |
| Piacenza                    | 3 - 0           | Fiorenzuola          |
| Imolese                     | 0 - 1           | Virtus Castelfranco  |
| Romagna Centro              | 2 - 0           | Forlì                |
| Massese                     | 3 - 1           | Viareggio 2014       |
| Ponsacco                    | 0 - 0 (2-4 dcr) | Ghivizzano           |
| Scandicci                   | 0 - 2           | Jolly Montemurlo     |
| Sangiovannese               | 3 - 0           | Fortis Juventus      |
| Grosseto                    | 5 - 2           | Colligiana           |
| Jesina                      | 4 - 0           | Bellaria Igea Marina |
| Folgore Veregra             | 1 - 1 (6-5 dcr) | Sambenedettese       |
| Matelica                    | 2 - 1           | Recanatese           |
| Gubbio                      | 2 - 0           | Sansepolcro          |
| Foligno                     | 0 - 0 (6-5 dcr) | Gualdo Casacastalda  |
| Flaminia C.C.               | 2 - 1           | Rieti                |
| San Cesareo                 | 2 - 1           | Astrea               |
| Cynthia                     | 3 - 1           | Ostia Mare           |
| Fondi                       | 2 - 0           | Aprilia              |
| Serpentara Bellegra Olevano | 3 - 2           | Avezzano             |
| San Nicolò                  | 1 - 2           | Chieti               |
| Isernia                     | 3 - 1           | Olympia Agnonese     |
| Manfredonia                 | 1 - 1 (5-4 dcr) | Campobasso           |
| Marcianise                  | 5 - 1           | Sarnese              |
| Frattese                    | 0 - 3           | Aversa Normanna      |
| Cavese                      | 6 - 1           | Gragnano             |
| FC Francavilla              | 2 - 1           | Gelbison             |
| Bisceglie                   | 4 - 0           | Nardò                |
| Taranto                     | 3 - 0           | Gallipoli            |
| Palmese                     | 3 - 3 (4-2 dcr) | Vibonese             |
| Scordia                     | 0 - 0 (5-4 dcr) | Reggina              |
| Leonfortese                 | 0 - 2           | Noto                 |
| Budoni                      | 0 - 1           | Olbia                |
| Castiadas                   | 0 - 1           | Nuorese              |
| 29 ottobre 2015             |                 |                      |
| Correggese                  | 0 - 0 (3-2 dcr) | Parma                |

### Fase finale

#### Trentaduesimi di finale
Il tabellone principale si apre con i trentaduesimi che prevedono la disputa di 32 gare di sola andata riservate alle seguenti squadre:
- 55 vincenti il primo turno;
- 9 partecipanti alla TIM Cup 2015-2016 (Sestri Levante, Lecco, Altovicentino, Delta Calcio Rovigo, Poggibonsi, Almajuventus Fano, Viterbese, Potenza, Rende).

| Squadra 1              | Risultato       | Squadra 2                   |
| ---------------------- | --------------- | --------------------------- |
| 25 novembre 2015       |                 |                             |
| Sporting Bellinzago    | 0 - 1           | Bra                         |
| Vado                   | 2 - 4           | Chieri                      |
| Sestri Levante         | 1 - 2           | RapalloBogliasco            |
| Massese                | 2 - 0           | Ghivizzano                  |
| Piacenza               | 3 - 0           | Olginatese                  |
| Seregno                | 1 - 0           | Caronnese                   |
| Lecco                  | 2 - 2 (2-3 dcr) | OltrepoVoghera              |
| Gozzano                | 1 - 3           | Pergolettese                |
| Caravaggio             | 1 - 0           | Ciserano                    |
| Virtus Castelfranco    | 1 - 2           | Correggese                  |
| Delta Rovigo           | 4 - 0           | Romagna Centro              |
| Venezia                | 1 - 1 (2-4 dcr) | Clodiense                   |
| AltoVicentino          | 6 - 1           | Mestre                      |
| Union Ripa La Fenadora | 0 - 0 (4-5 dcr) | ArzignanoChiampo            |
| Virtus Verona          | 2 - 1           | Este                        |
| Belluno                | 4 - 1           | Fontanafredda               |
| Poggibonsi             | 1 - 1 (1-4 dcr) | Sangiovannese               |
| Jolly Montemurlo       | 1 - 2           | Grosseto                    |
| Viterbese              | 3 - 1           | Flaminia C.C.               |
| Foligno                | 2 - 1           | Jesina                      |
| Fano                   | 1 - 4           | Gubbio                      |
| Matelica               | 5 - 1           | Folgore Veregra             |
| Nuorese                | 3 - 1           | Olbia                       |
| San Cesareo            | 0 - 3           | Cynthia                     |
| Chieti                 | 1 - 1 (2-4 dcr) | Serpentara Bellegra Olevano |
| Marcianise             | 0 - 0 (3-5 dcr) | Fondi                       |
| Cavese                 | 0 - 0 (3-5 dcr) | Aversa Normanna             |
| Manfredonia            | 5 - 1           | Isernia                     |
| Bisceglie              | 1 - 1 (6-7 dcr) | Taranto                     |
| Potenza                | 1 - 1 (4-5 dcr) | FC Francavilla              |
| Rende                  | 2 - 1           | Palmese                     |
| Noto                   | 1 - 2           | Scordia                     |

#### Sedicesimi di finale
| Squadra 1        | Risultato       | Squadra 2                   |
| ---------------- | --------------- | --------------------------- |
| 9 dicembre 2015  |                 |                             |
| Chieri           | 4 - 0           | Bra                         |
| RapalloBogliasco | 2 - 0           | Massese                     |
| Piacenza         | 1 - 1 (5-6 dcr) | Seregno                     |
| OltrepoVoghera   | 0 - 0 (4-3 dcr) | Pergolettese                |
| Correggese       | 0 - 3           | Caravaggio                  |
| Clodiense        | 3 - 4           | Delta Rovigo                |
| ArzignanoChiampo | 4 - 4 (1-4 dcr) | AltoVicentino               |
| Virtus Verona    | 2 - 0           | Belluno                     |
| Sangiovannese    | 1 - 1 (3-0 dcr) | Grosseto                    |
| Foligno          | 1 - 1 (3-2 dcr) | Viterbese                   |
| Gubbio           | 0 - 1           | Matelica                    |
| Cynthia          | 2 - 1           | Nuorese                     |
| Fondi            | 2 - 0           | Serpentara Bellegra Olevano |
| FC Francavilla   | 1 - 1 (4-2 dcr) | Taranto                     |
| Scordia          | 0 - 1           | Rende                       |
| 16 dicembre 2015 |                 |                             |
| Aversa Normanna  | 1 - 1 (3-1 dcr) | Manfredonia                 |

#### Ottavi di finale
| Squadra 1        | Risultato       | Squadra 2        |
| ---------------- | --------------- | ---------------- |
| 17 febbraio 2016 |                 |                  |
| Chieri           | 0 - 0 (3-1 dcr) | RapalloBogliasco |
| Seregno          | 0 - 1           | OltrepoVoghera   |
| Delta Rovigo     | 0 - 0 (3-5 dcr) | Caravaggio       |
| Sangiovannese    | 1 - 0           | Foligno          |
| Rende            | 1 - 1 (3-4 dcr) | FC Francavilla   |
| 24 febbraio 2016 |                 |                  |
| AltoVicentino    | 1 - 0           | Virtus Verona    |
| Matelica         | 2 - 1           | Cynthia          |
| Fondi            | 4 - 0           | Aversa Normanna  |

#### Quarti di finale
| Squadra 1      | Risultato | Squadra 2     |
| -------------- | --------- | ------------- |
| 24 marzo 2016  |           |               |
| Caravaggio     | 2 - 0     | AltoVicentino |
| 30 marzo 2016  |           |               |
| Sangiovannese  | 2 - 1     | Matelica      |
| 31 marzo 2016  |           |               |
| OltrepoVoghera | 2 - 1     | Chieri        |
| 6 aprile 2016  |           |               |
| FC Francavilla | 1 - 2     | Fondi         |

#### Semifinali
| Squadra 1                                  | Totale | Squadra 2      | Andata | Ritorno |
| ------------------------------------------ | ------ | -------------- | ------ | ------- |
| andata (6-13 aprile) - ritorno (20 aprile) |        |                |        |         |
| Caravaggio                                 | 0 - 1  | OltrepoVoghera | 0 - 0  | 0 - 1   |
| Sangiovannese                              | 0 - 3  | Fondi          | 0 - 1  | 0 - 2   |

#### Finale
| Squadra 1      | Risultato       | Squadra 2 |
| -------------- | --------------- | --------- |
| 14 maggio 2016 |                 |           |
| OltrepoVoghera | 0 - 0 (3-4 dcr) | Fondi     |

| Arbitro: | Ayroldi (Molfetta) |

| |                      | |
| De Martino Meloni Pepe Iadaresta Tiscione                                                                                     | Tiri di rigore 4 – 3 | Buglio Tonon Dolcetti Marijanović Di Placido                                                                                   |
| Calandra Galasso Mazzei De Martino Tommaselli Pepe Ramcheski Catinali (86' Meloni) Nohman (81' Iadaresta) D’Agostino Tiscione | Formazioni           | Cizza Iraci Dragoni Tonon Di Leo Di Placido Coccu Poesio (75' Marijanović) Artaria (84' Dolcetti) Buglio Lanzalaco (62' Cleur) |
| Mariani | Allenatori           | Dossena |

## Record
Aggiornato al 14 maggio 2016
- Maggior numero di partite giocate: Caravaggio e Fondi (8)
- Maggior numero di vittorie: Fondi (6)
- Miglior attacco: Caravaggio e Fondi (13 gol)
- Peggior difesa: Giorgione e Gragnano (7 gol)
- Miglior differenza reti: Fondi (+12)
- Peggior differenza reti: Giorgione e Pianese (-5)
- Partita con maggiore scarto di reti: 7

Mestre-Giorgione 7-0
- Partita con più reti: 8

FC Francavilla-AZ Picerno 6-2
Union ArzignanoChiampo-Alto Vicentino 4-4

### Classifica marcatori
| Gol |  |  | Giocatore               | Squadra                |
| --- |  |  | ----------------------- | ---------------------- |
| 5   |  |  | Vieri Regoli            | Sangiovannese          |
| 4   |  |  | Mattia Baldrocco        | Delta Rovigo           |
| 4   |  |  | Moustapha Diallo        | Aversa Normanna        |
| 4   |  |  | Pasquale Iadaresta      | Fondi                  |
| 4   |  |  | Jacopo Pietro Murano    | Grosseto               |
| 4   |  |  | Denis Pesaresi          | Matelica               |
| 4   |  |  | Franco Semioli          | Chieri                 |
| 3   |  |  | Pietro Balistreri       | Gubbio                 |
| 3   |  |  | Vincenzo Barone         | Progreditur Marcianise |
| 3   |  |  | Stefano D'Agostino      | Fondi                  |
| 3   |  |  | Mattia De Marco         | Fc Francavilla         |
| 3   |  |  | Vito Falconieri         | Alto Vicentino         |
| 3   |  |  | Luca Jachetta           | Matelica               |
| 3   |  |  | Hernan Rodolfo Molinari | Jolly e Montemurlo     |
| 3   |  |  | Andrea Nobile           | Mestre                 |
| 3   |  |  | Luca Pompilio           | Manfredonia            |
| 3   |  |  | Michel Marcelin Sarr    | Gozzano                |
| 3   |  |  | Andrea Saturno          | Palmese                |
| 3   |  |  | Filippo Tiscione        | Fondi                  |